# 蒙特加特
蒙特加特，是西班牙加泰罗尼亚巴塞罗那省的一个市镇。总面积3平方公里，总人口8335人（2001年），人口密度2778人/平方公里。

## 友好城市
- 法國 滨海阿热莱斯